# بخش میل کریک (شهرستان کوشوکتون، اوهایو)
بخش میل کریک (به انگلیسی: Mill Creek Township) یک منطقهٔ مسکونی در ایالات متحده آمریکا است که در شهرستان کوشاکتن، اوهایو واقع شده‌است.
 بخش میل کریک ۶۱٫۳ کیلومتر مربع مساحت و ۹۳۲ نفر جمعیت دارد و ۲۷۱ متر بالاتر از سطح دریا واقع شده‌است.